# Private Media Group
Private Media Group, Inc. er et produktions- og distributionsselskab, der distribuerer pornografisk materiale via tryksager, dvd, internettet og mobiltelefon.
Bladet Private blev grundlagt i Stockholm, Sverige, i 1965 af Berth Milton, Sr. som verdens første hardcore pornoblad i farver. I starten af 1990'erne overtog hans søn, Berth Milton, Jr., firmaet og flyttede dets hovedkvarter til Barcelona i Spanien, skønt firmaet er registreret i Nevada, USA. Milton begyndte desuden at producere film og internet-indhold, og i 1999 blev Private som det første pornofirma i verden børsnoteret på NASDAQ.